# Koszmosz–372
A Koszmosz–372 (oroszul: Космос 372) Koszmosz műhold, a szovjet műszeres műhold-sorozat tagja. Telekommunikációs műhold, típusa Sztrela-2 (Стрела-2).

## Küldetés
Háromszintű kommunikációs műholdrendszer, két különálló, telepített rendszer biztosította az összeköttetést a szovjet Honvédelmi Minisztérium és a hadseregek parancsnokságai között. 1970–1994 között összesen 59 Sztrela–2M állt szolgálatba..

## Jellemzői
Gyártotta az OKB-586 Déli Gépgyár Pivdenmas (Південмаш) az ukrajnai Dnyipropetrovszkban működő vállalat. Üzemeltette a Honvédelmi Minisztérium (oroszul: Министерство обороны–МО).
Megnevezései: Koszmosz–372; Космос 372; COSPAR: 1970-086A. Kódszáma: 4588.
1970. október 16-án a Pleszeck űrrepülőtérről az LC–132/1 (LC–Launch Complex) jelű indítóállványról egy Koszmosz–3M (11K65M) segítségével indították alacsony Föld körüli pályára (LEO = Low-Earth Orbit). Az orbitális egység alappályája 100,44 perces, 74,05 fokos hajlásszögű, elliptikus pálya perigeuma 769 kilométer, apogeuma 790 kilométer volt.
Stabilitását (tájolását) passzív mágneses-gravitációs igazodással biztosították. Hengeres alakú, átmérője 2,035, hossza 3 méter, tömege 750 kilogramm. Az űreszközhöz napelemeket rögzítettek, éjszakai (földárnyék) energiaellátását kémiai akkumulátorok biztosították. Kialakított hűtőrendszere biztosította az üzemi hőmérsékletet. Az orbitális egység pályáját gázfúvókái segítségével korrigálták. Szolgálati időtartama 24 hónapról 36 hónapig nyúlt.
A légkörbe történő belépésének ideje ismeretlen.

## Külső hivatkozások
- Koszmosz–372. lib.cas.cz. [2013. október 13-i dátummal az eredetiből archiválva]. (Hozzáférés: 2014. március 18.)
- Koszmosz–372. nasa.gov. (Hozzáférés: 2014. március 18.)
- Koszmosz–372. astronautix.com. (Hozzáférés: 2014. március 18.)
- Koszmosz–372. astronautix.com. (Hozzáférés: 2014. március 18.)

| Elődje: Koszmosz–371 | Koszmosz-program 1970 | Utódja: Koszmosz–373 |